# 陈明山
陈明山（1931年—2021年2月27日），山西原平人，中国人民解放军将领、中国人民解放军中将。
毕业于解放军军事学院。1985年，接替张朝忠，担任南海舰队司令员。1988年，由高振家接任。1988年，升任中国人民解放军海军副司令员，授中国人民解放军中将军衔。